# Еберхард фон Геминген (1527 – 1583)
Еберхард фон Геминген-Бюрг (на немски: Eberhard von Gemmingen zu Bürg; * 1527; † 9 май 1583 в Бюрг в Нойенщат ам Кохер) е благородник от стария алемански рицарски род Геминген в Крайхгау в Баден-Вюртемберг от линията „Б (Хорнберг) на фрайхерен фон Геминген“ и „линията Некарцимерн/Бюрг“, господар в Геминген и Бюрг (в Нойенщат ам Кохер) и Вайнфелден в Тургау. Той основава линията „1. клон Геминген-Бюрг“.
Той е син на Еберхард фон Геминген-Бюрг (1500 – 1572) и първата му съпруга Барбара фон Волфскелен (1501 – 1545), дъщеря на Ханс фон Волфскелен († 1505) и Анна фон Геминген († 1504), дъщеря на Плайкард фон Геминген († 1515) и Анна Кемерер фон Вормс-Далберг (1458 – 1503). Баща му Еберхард фон Геминген се жени втори път 1546 г. за Хелена фон Шеленберг († 1577).
Той управлява първо заедно с родителите си, по-късно се присъединяват и братята му Ханс Валтер († 1591) и Райнхард (1532 – 1598) с техните съпруги. При подялбата на наследството през 1581/1582 г. Еберхард получава Бюрг, брат му Ханс Валтер получава Престенек, брат му Райнхард получава Трешклинген с Опенхайм. С братята си той купува през 1575 г. господството Вайнфелден в Тургау, което остава до 1614 г. на фамилията. Братята построяват къща за бедни и създават училище. Техните наследници продават господството през 1614 г. на град Цюрих.
Той е погребан със съпругата му в гробището на Нойенщат ам Кохер.

## Фамилия
Еберхард фон Геминген-Бюрг  1549 г. за Мария Грек фон Кохендорф († 1609), дъщеря на Волф Конрад Грек фон Кохендорф († 1534) и Сибила фон Геминген, дъщеря на Волф фон Геминген († 1555) и Анна Маршал фон Остхайм († 1569). Те имат децата:
- Ханс Волф († 1589), дворцов служител в Цвайбрюкен, болнав, умира млад
- Барбара († 1569), неомъжена
- Мария (* 1552; † 8 април 1609, Кюнцелзау), омъжена на 27 август 1583 г. за Волф Дитрих фон Геминген (* 9 март 1550; † 26 май 1595, Геминген), син на Дитрих фон Геминген (1526 – 1587) и Филипина фон Шварценбург († 1554)
- Катарина, омъжена I. за Вилхелм фон Грумбах, II. за Йоахим фон Дела
- Доротея Агата, омъжена за Ханс Дитер фон Геминген-Фюрфелд
- Хелена, омъжена за Ханс Райнхард фон Щетен-Кохерщетен
- Швайкард (* 13 януари 1556; † 29 януари 1617), дворцов съветник във Вюртемберг, наследява Прещенек, женен 1585 г. за Мария фон Бакха († 1631)
- Бернолф († 17 декември 1609), висш дворцов служител в Курпфалц, наследява Бюрг, женен на 11 април 1582 г. за Анна фон Грумбах († 1607), дъщеря на Конрад (Контц) фон Грумбах († 1592) и Барбара Салома фон Фелберг († пр. 1582)